# 橘町 (山口県)

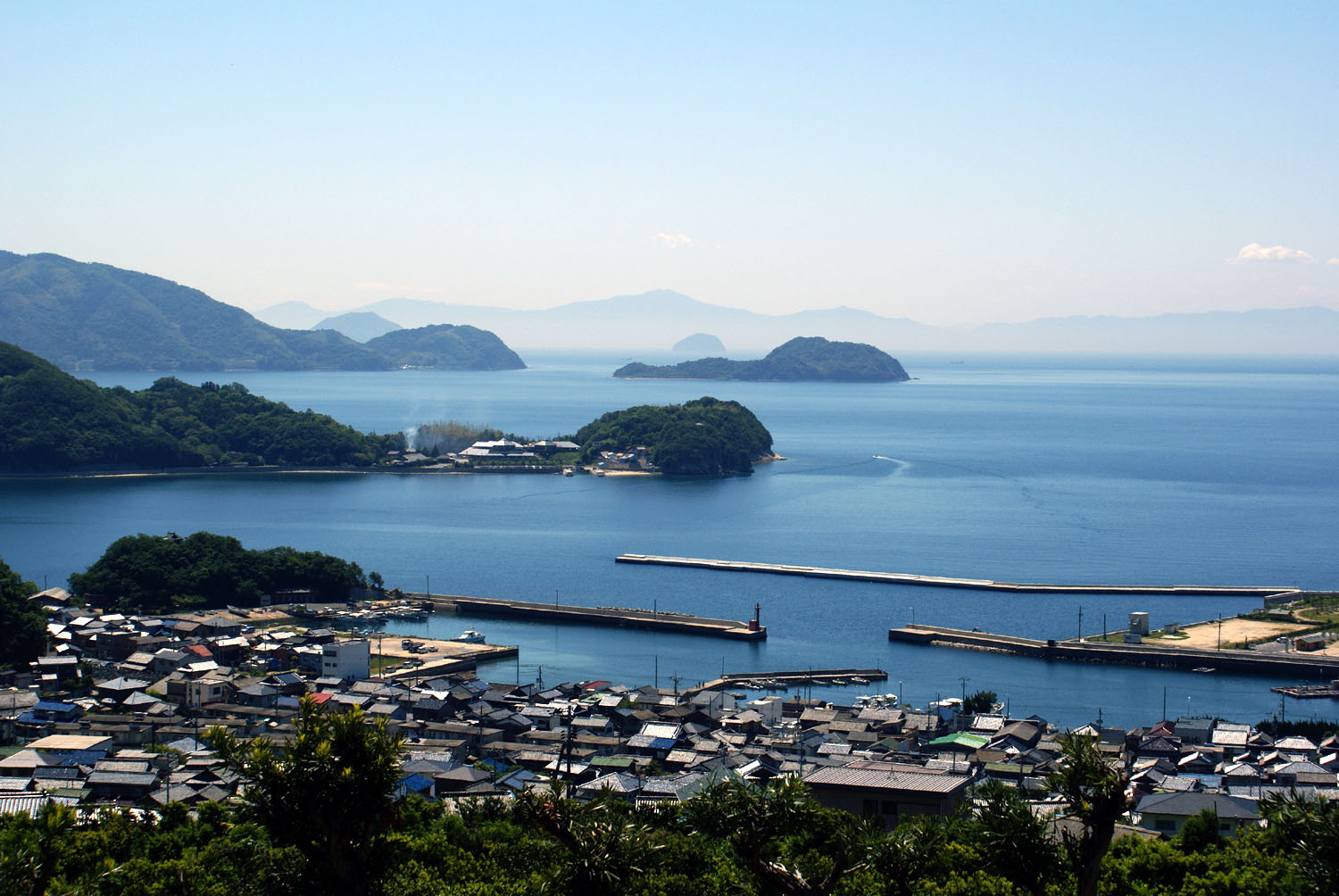
安下庄地区遠景

橘町（たちばなちょう）は、山口県の屋代島（周防大島）にかつてあった町。2004年10月1日に大島町、久賀町、東和町と合併し、周防大島町（すおうおおしまちょう）となった。
大島郡に所属しており、面積は28.85平方キロメートル、2004年4月時点での人口は5,671人であった。

## 地理
山口県東部の屋代島（周防大島）の中部に位置している。西は大島町と久賀町、東は東和町、北は広島湾、南は瀬戸内海に接していた。

## 歴史
- 1955年（昭和30年）4月10日 - 安下庄町・日良居村が合併して橘町が発足。
- 1956年（昭和31年）4月10日 - 大島町の一部（大字秋の一部）を編入。
- 2004年（平成16年）10月1日 - 久賀町・大島町・東和町と合併して周防大島町が発足。同日橘町廃止。

## 地域

### 教育
- 山口県立安下庄高等学校

## 交通

### 道路
- 国道437号